# Cholecystokinin

Tác dụng của cholecystokinin lên ống tiêu hóa. Cholecystokinin được tiết ra bởi các tế bào I trong ruột non, làm túi mật co bóp, giãn cơ Oddi, giảm bài tiết acid dạ dày, tăng sản xuất acid mật trong gan, làm chậm quá trình sản xuất enzyme tiêu hóa trong gan.

Cholecystokinin (CCK hoặc CCK-PZ; từ chole Hy Lạp, "mật"; cysto, "túi"; kinin, "di chuyển") là hormone peptide của ống tiêu hóa, có chức năng kích thích tiêu hóa chất béo và protein. Cholecystokinin hay pancreozymin được tổng hợp và tiết ra bởi các tế bào nội tiết ruột trong tá tràng, đoạn đầu tiên của ruột non, dẫn đến sự giải phóng các enzyme tiêu hóa và mật từ tuyến tụy và túi mật. Đây là một chất ức chế cơn đói.